# Бельгийская концессия в Тяньцзине
Бельгийская концессия в Тяньцзине (нидерл. Belgische concessie in Tianjin; фр. Concession belge de Tianjin; кит. 天津比租界, пиньинь Tiānjīn bǐ zūjiè) представляла собой бельгийскую колониальную концессию площадью 120 акров в китайском городе Тяньцзине, существовавшую с 1902 по 1931 год. Это была единственная бельгийская концессия в Китае.
Несмотря на то, что собственная концессия так и не была развита, Бельгия активно участвовала в строительстве инфраструктуры Тяньцзиня, включая другие концессии, и заслужила репутацию «инженерного капитана» среди иностранных анклавов, включая старый город Тяньцзиня.

## История
Несмотря на то, что Бельгия не отправляла войска для участия в подавлении Боксёрского восстания (1899—1901), ей удалось получить участок земли к востоку от реки Хайхэ в ходе переговоров под руководством консула Мориса Жустенса. Интересно, что ранее на эту территорию претендовала Россия, но после заявлений Бельгии о планах строительства фабрик в этом районе, российская сторона уступила.
6 февраля 1902 года представитель цинского правительства Чжан Ляньфэнь и исполняющий обязанности бельгийского консула в Тяньцзине Анри Кетельс подписали договор о бельгийской концессии в Тяньцзине. Вскоре после определения границ концессии вдоль российской зоны были установлены деревянные столбы, обозначавшие бельгийские владения.
Однако финансовые трудности привели к тому, что Бельгия решила вернуть концессию Китаю в знак дружественного жеста. 31 августа 1929 года между Китаем и Бельгией было подписано соглашение о возвращении концессии. Согласно его условиям:
- административная власть и вся общественная собственность на территории концессии переходили под управление китайского правительства;
- Китай, в свою очередь, обязался погасить долг Бельгии в размере 93 тыс. лянов серебра (с процентами).

Таким образом, в 1931 году бельгийская концессия официально прекратила своё существование.